# Pura Penataran Agung Lempuyang
Pura Penataran Agung Lempuyang est un temple hindou balinais situé sur l'un des flancs du mont Lempuyang à Karangasem, sur l'île de Bali. Pura Penataran Agung Lempuyang fait partie d'un complexe entourant le mont Lempuyang et constitue l'un des temples les plus réputés de Bali. Les temples du mont Lempuyang, édifiés sur son sommet, font partie du Sad Kahyangan Jagad ou «six sanctuaires du monde», les six lieux de culte les plus sacrés de Bali.

## Historique
La création de lieux de culte autour du mont Lempuyang est considérée comme antérieure à la majorité des temples hindous de l'île de Bali. Les temples du mont Lempuyang, dont le Pura Lempuyang Luhur est le temple le plus élevé de la région, sont regroupés dans un complexe qui représente le Pura Sad Kahyangan Luhur Lempuyang. Les groupes de temples sont considérés comme faisant partie du Sad Kahyangan Jagad, ou des «six sanctuaires du monde», les six lieux de culte les plus sacrés de Bali. Selon les croyances balinaises, ils sont les points centraux de l'île et sont destinés à fournir un équilibre spirituel à Bali. Les groupes de temples du mont Lempuyang font également partie du groupe de temples de Bali connu sous le nom de Pura Kahyangan Padma Bhuwana. Chacun des temples du Pura Kahyangan Padma Bhuwana marque chacune des huit directions cardinales. Pura Lempuyang Luhur représente la direction de l'Est (purwa) et la couleur blanche. Cette direction est associée à Ishvara. Pura Penataran Agung Lempuyang a fait l'objet de travaux de restauration en 2001.

## Sources
: document utilisé comme source pour la rédaction de cet article.
- Timothy Auger, ed. (2001). Bali & Lombok. Eyewitness Travel Guides. London: Dorling Kindersley.  (ISBN 0751368709).
- David Stuart-Fox, (1999). James J. Fox, ed. Religion and Ritual: Balinese Hindu Temples. Indonesian Heritage. Singapore: Archipelago Press.  (ISBN 9813018585).
- Ketut Gobyah (2017). "Pura Lempuyang Luhur". Babad Bali. Yayasan Bali Galang. Archived from the original on November 26, 2017. Retrieved November 26, 2017.